# Polikarpov I-153
Polikarpov I-153 »Čajka« (»Galeb«; rusko Поликарпов И-15 Чайка)  je bilo sovjetsko dvokrilno lovsko letalo tridesetih let 20. stoletja. Na začetku druge svetovne vojne so jih imeli še vedno v uporabi, ob nemškem napadu na SZ je večina enot letela še vedno na teh zastarelih dvokrilnikih in v boju z nemškimi Bf 109F doživela hude izgube. 

## Začetek proizvodnje
Letalo je v bistvu le tretja generacija lovca Polikarpov I-15, ki se od ostalih razlikuje po uvlačljivem podvozju in novem, močnejšem motorju, ki je hitrost letala dvignil s 362 km/h na 426 km/h. Letalo je bilo zadnji klasični dvokrilni lovec sovjetske proizvodnje in je bilo zastarelo že v trenutku, ko je ugledalo luč sveta. Letalo se je sicer slabo držalo v ozkih zavojih in je rado razpadlo v strmoglavem letu, kar je bila posledica slabe izdelave ogrodja, vendar je bilo kljub temu dokaj zanesljivo in je bilo v uporabi enot Rdeče armade do leta 1942.
Letalo so izdelovali do konca leta 1941, izdelali pa so 3437 primerkov tega dvokrilnega lovca.

## Uporaba letala
Letalo je velike uspehe dosegalo v zimski vojni, kjer so z zaplenjenimi letali Finci uspešno kljubovali sovjetski premoči v zraku. Letalo je sodelovalo tudi v bojih proti Japoncem na Kitajskem, kjer pa niso bili uspešni, saj so bila japonska letala po konstrukciji in manevrskih sposobnostih daleč pred njimi, pa tudi piloti so bili neprimerno boljši. Proti koncu služenja so ta letala Sovjeti uporabljali le še kot letala za neposredno podporo artileriji in pehoti.